# Rhizarthrose
 Mise en garde médicale
La rhizarthrose est l'arthrose d'une articulation de la base du pouce entre le trapèze et le premier métacarpien, l'articulation trapézo-métacarpienne. La rhizarthrose est une des localisations les plus fréquentes de l'arthrose de la main. Elle fut dénommée « rhizarthrose » par Forestier en 1937.

## Étymologie
Le terme est composé de rhiz, qui vient du grec rhiza, racine, et d'arthrose, maladie non inflammatoire d'une articulation, qui vient du latin articulare, articuler. Le premier métacarpien, qui relie les os du doigt à ceux du poignet, est comparé à la racine du pouce. Le nom commun est arthrose du pouce.

## Signes cliniques
La rhizarthrose se traduit par une douleur aux mouvements du pouce (extension du pouce), au début peu importante, elle peut évoluer vers des douleurs plus tenaces et des déformations articulaires. La rhizarthrose peut provoquer une gêne majeure aux gestes quotidiens de la main, et devenir un véritable handicap.

## Signes radiographiques
La rhizarthrose se présente sur une radiographie avec des signes classiques d'arthrose : diminution de l'interligne articulaire, ostéophytes (bec de perroquet) marginaux, condensation osseuse sous le cartilage, géode d'hyperpression puis usure osseuse. À ces signes habituels qui définissent l'arthrose vont s'associer dans la majorité des cas une subluxation de la base du premier métacarpien en externe. L'arthrose peut être limitée à l'interligne entre l'os trapèze et le métacarpien ou s'étendre à l'interligne articulaire avec l'os scaphoïde, scapho-trapézo-trapézoïdien (STT), on parle alors dans ce cas d'arthrose péri-trapézienne.

## Traitement
Le traitement de première intention est toujours un traitement médical qui peut comprendre :
- une immobilisation nocturne, diurne ou permanente, par une orthèse (attelle) de poignet-pouce, standard ou thermoformée sur mesure, qui diminue les tensions musculaires et calme les douleurs,
- l'application de pommades ou d'anti-inflammatoire non stéroïdiens (AINS),
- l'ergothérapie qui aide à prendre conscience des gestes et postures qui sollicitent trop les articulations et trouver des alternatives[3].
- des infiltrations de corticoïdes retard dans l'espace intra-articulaire.

Le traitement médical suffit dans 90 % des cas. En cas d'échec, de nombreuses techniques chirurgicales peuvent être proposées, comprenant des ostéotomies, ligamentoplasties et poses de prothèses. Il n'existe pas de donnée comparative d'efficacité entre les différents traitements chirurgicaux, dont les indications peuvent dépendre du type d'atteinte et du stade évolutif.